# Paris–Roubaix 2007

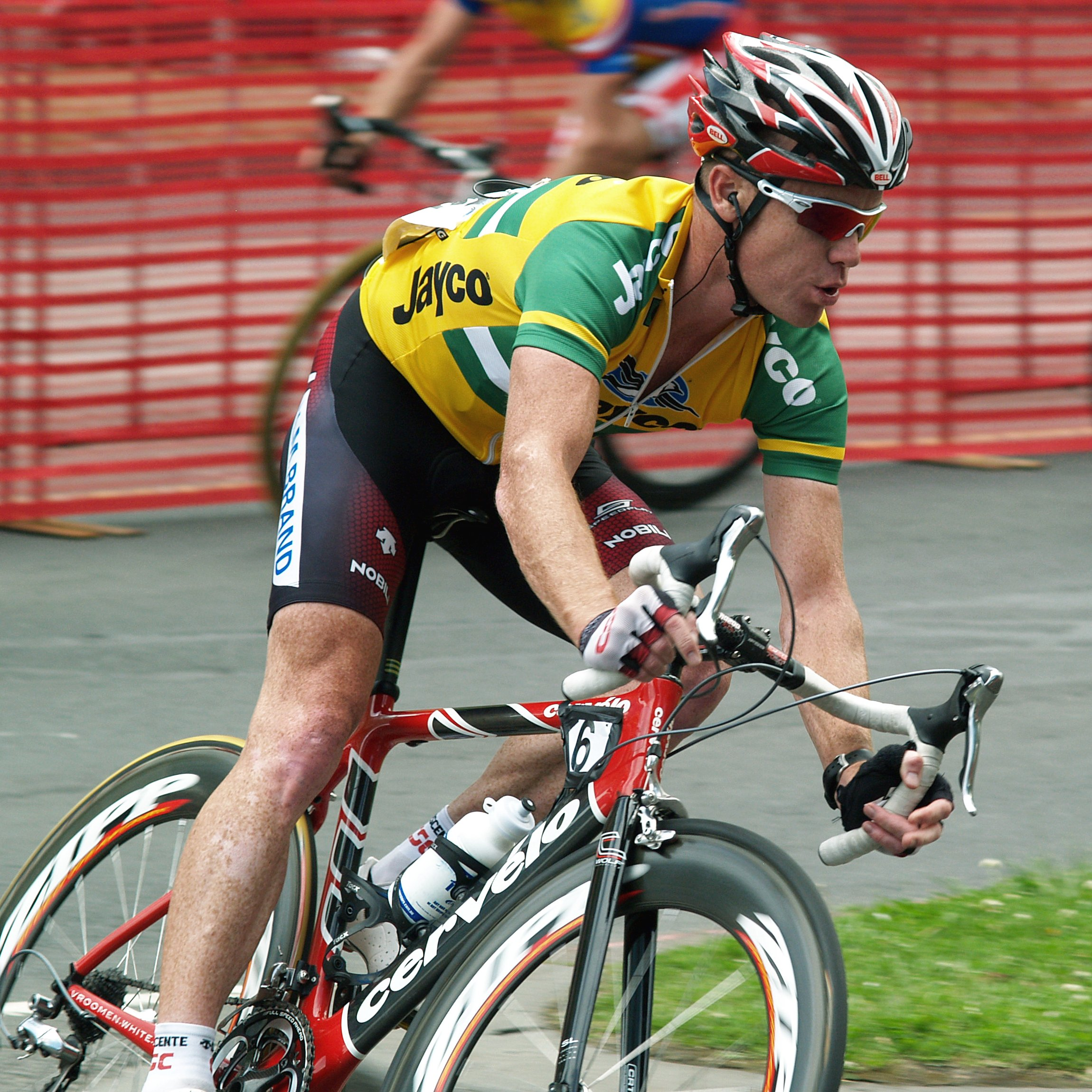
Stuart O’Grady (2009)

Das Eintagesrennen Paris–Roubaix 2007 war die 105. Austragung des Radsportklassikers und fand am Sonntag, den 15. April 2007, statt. Das Rennen gehörte in diesem Jahr als historisches Rennen mit der Kennzeichnung his zur UCI ProTour.
Das Rennen führte von Compiègne, rund 80 Kilometer nördlich von Paris, nach Roubaix, wo es im  Vélodrome André-Pétrieux endete. Die gesamte Strecke war 259,5 Kilometer lang, davon führten 52,7 Kilometer über Pavé-Sektoren. Es starteten 187 Fahrer, von denen sich 96 platzieren konnten. Der Sieger Stuart O’Grady absolvierte das Rennen mit einer Durchschnittsgeschwindigkeit von 42,181 km/h.
Es war ein warmer Tag bei 23 Grad Celsius, trocken und staubig. 30 Kilometer vor dem Ziel formte sich eine führende Gruppe, aus der O’Grady nach weiteren sieben Kilometern wegfuhr. Es gab vier Verfolger – Juan Antonio Flecha, Steffen Wesemann, Bjorn Leukemans und Roberto Petito –, die aber ständig an Boden verloren. Stuart O’Grady gewann das Rennen mit fast einer Minute Vorsprung und war damit der erste Australier, dem ein Sieg bei Paris–Roubaix gelang.